# Коріння (фільм, 1987)
«Коріння» — радянський художній фільм 1987 року, знятий режисером Караманом Мгеладзе на кіностудії «Грузія-фільм».

## Сюжет
Спекотного літа 1917 року дев'ятнадцятирічний селянин Георгій Закареїшвілі в пошуках заробітків залишив своє село і, влаштувавшись матросом на французький корабель, незабаром опинився в Парижі, де одружився з француженкою. Скромний достаток, кохана дружина, сини та вірний друг допомагали йому переносити розлуку з батьківщиною. Коли з'явилася можливість приїхати на батьківщину, Георгій був уже старим і не зміг перенести майбутню зустріч із рідною Грузією. Свому онукові Георгію він намагався передати своє кохання: співав народні пісні, вчив грузинської мови, розповідав про людей свого села. І тепер, виконуючи наказ діда, Георгій молодший повіз його прах на батьківщину.

## У ролях
- Йосип Джачвліані — Георгій Закареїшвілі в юності
- Давид Абашидзе — Георгій у зрілості
- Ія Парулава — Мадлен у юності, дружина Георгія
- Лоранс Рагон — Мадлен у зрілості, дружина Георгія
- Леван Абашидзе — Георгій (Жорж), онук Георгія
- Олександр Медзмаріашвілі — Анрі в юності
- Нугзар Курашвілі — Анрі у зрілості
- Георгій Гегечкорі — Самсон Джандієрі, емігрант
- Георгій Джибладзе — Мате у дитинстві, син Георгія
- Малхаз Горгіладзе — Мате дорослий, син Георгія
- Т. Аладашвілі — епізод
- Бондо Гогінава — Фарнавоз, сусід Георгія у Грузії
- Ігор Дадіані — епізод
- Ніаз Діасамідзе — епізод
- Е. Дгебуадзе — епізод
- Вахтанг Еліозішвілі — епізод
- Євген Карельських — Серж, французький друг Георгія
- Едішер Магалашвілі — пасажир поїзда, попутник Георгія-онука
- Мака Махарадзе — дружина Анрі
- Арчіл Поцхверашвілі — епізод
- Гіо Мгеладзе — епізод
- Тамара Схіртладзе — мати Георгія
- Мераб Нінідзе — Таріел, старший син Георгія
- Н. Чалаташвілі — епізод
- Аміран Кадейшвілі — Полікарп, сусід у Грузії
- Баадур Цуладзе — покупець мацоні, француз, власник кафе
- Берта Хапава — сусідка Георгія у Грузії
- Ніно Чхеїдзе — тітка Таліко
- Олена Йоселіані — пасажирка таксі
- Русудан Кікнадзе — мати Георгія (онука Георгія Закареїшвілі)
- Юрій Цанава — епізод
- Г. Ніорадзе — епізод

## Знімальна група
- Режисер — Караман Мгеладзе
- Сценарист — Суліко Жгенті
- Оператор — Абесалом Майсурадзе
- Композитор — Олександр Раквіашвілі
- Художники — Шота Гоголашвілі, Микола Зандукелі